# 旱藓属
旱藓属（学名：Indusiella）为紫萼藓科的一属植物。

## 下属物种
- Indusiella thianschanica Brotherus & C. Müller in Brotherus, 1898